# Explosionen i Minsks tunnelbana 2011
Explosionen i Minsks tunnelbana 2011 inträffade den 11 april 2011 då minst 15 personer dödades i en explosion vid Kastrytjnitskajastationen (belarusiska: Кастрычніцкая) i Minsks tunnelbana. Det är ännu okänt varför explosionen inträffade. [uppföljning saknas]

## Bakgrund
Attacken följer ett kontroversiellt presidentval som ledde till kontroverser före och efter omröstningen i vilka många människor (inklusive presidentvalskandidater) arresterades under protester.

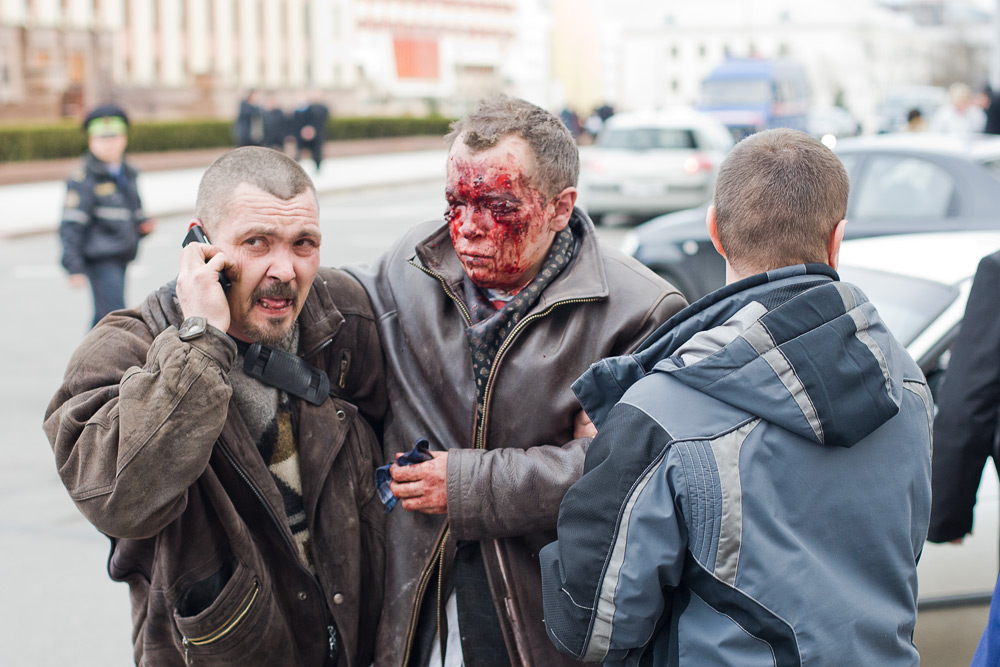
En av de skadade i attaken.

| Nationalitet | Döda | Skadade | Totalt |
| ------------ | ---- | ------- | ------ |
| Vitryssar    | 15   | 195     | 210    |
| Ryssare      | 0    | 5       | 5      |
| Armenier     | 0    | 1       | 1      |
| Turkmener    | 0    | 1       | 1      |
| Ukrainare    | 0    | 1       | 1      |
| TOTALT       | 15   | 203     | 218    |